# Sindrome CHILD
La sindrome CHILD (dall'inglese Congenital Hemidysplasia with Ichthyosiform nevus and Limb Defects, emidisplasia congenita con eritrodermia ittiosiforme e anomalie degli arti) è una malattia genetica legata al cromosoma X.

## Storia
Il primo caso di tale sindrome si pensa sia stato identificato da Zellweger e Uehlinger nel 1948.
Nel 1995 è stata identificata una forma distinta, la CHILD nevus.

## Epidemiologia
La sindrome colpisce prevalentemente il sesso maschile con un rapporto di 19:1. Nei maschi risulta mortale.

## Sintomatologia
Fra i sintomi e i segni clinici ritroviamo ittiosi, malformazioni a livello degli arti, ipoplasia alle dita delle mani, emidisplasia.
Raramente si è mostrata associata ad episodi neoplastici come il carcinoma squamocellulare.

## Eziologia
La causa è da riscontrarsi in una mutazione a livello del NSDHL (proteina NAD(P)H steroido deidrogenasi-simile) del cromosoma Xq28.

## Terapia
Attualmente non esiste alcun tipo di trattamento specifico.
La terapia mira alla prevenzione ed alla cura delle complicazioni.